# Woodstock (Ohio)
Woodstock – wieś w Stanach Zjednoczonych, w stanie Ohio, w hrabstwie Champaign.